# Parque André Jarlan
El Parque André Jarlan es un área verde ubicada en la comuna de Pedro Aguirre Cerda, de la ciudad de Santiago de Chile, a un costado de las poblaciones Rodríguez Erdoíza, Acevedo Hernández y La Victoria.
El nombre del parque es un homenaje al sacerdote André Jarlan quien fuera asesinado mientras leía la Biblia en su habitación, en la Población La Victoria. Este suceso ocurrió en simultáneo con una manifestación en contra de la Dictadura de Pinochet, que ocurría en las afueras de su residencia.

## Historia
Durante la década de 1950 fue un pozo. que en los años 70 se convirtió en un vertedero ilegal de 32 hectáreas. En 1992 es cerrado el perímetro del recinto para dar inicio a la construcción del parque, el cual fue diseñado y construido en tres etapas. De las tres etapas proyectadas, se comenzó con la construcción de la segunda que fue inaugurada en 1997 La primera etapa proyectada está pendiente hasta la actualidad
Los arquitectos a cargo del proyecto fueron Alberto Montealegre Klenner y la arquitecta paisajista Myriam Beach, quienes también diseñaron el Parque Bicentenario de Cerrillos.
A un costado de este parque se construyó la tercera etapa, denominada Parque Pierre Dubois en memoria del sacerdote francés Pierre Dubois. Esa etapa fue financiada en 2015 por el Ministerio de Vivienda y Urbanismo, y fue inaugurada el 9 de marzo de 2018.